# Kanton Fougères-2
Der Kanton Fougères-2 (bretonisch Kanton Felger-2) ist seit 2015 ein französischer Wahlkreis im Arrondissement Fougères-Vitré, im Département Ille-et-Vilaine und in der Region Bretagne; sein Hauptort ist Fougères.

## Geschichte
Der Kanton entstand 2015 mit der Neuordnung der Kantone in Frankreich. Die Gemeinden gehörten früher zu den Kantonen Fougères-Nord (alle 9 Gemeinden + Teile von Fougères) und Louvigné-du-Désert (alle 8 Gemeinden).

## Lage
Der Kanton Fougères-2 liegt im Osten des Départements Ille-et-Vilaine.

## Gemeinden
Der Kanton besteht aus 17 Gemeinden und Gemeindeteilen mit insgesamt 32.960 Einwohnern (Stand: 1. Januar 2022) auf einer Gesamtfläche von 341,05 km²:
| Gemeinde                      | Gallo                    | Bretonisch           | Einwohner (2022) | Fläche (km²) | Code postal | Code Insee |
| ----------------------------- | ------------------------ | -------------------- | ---------------- | ------------ | ----------- | ---------- |
| Beaucé                        | Bauczae                  | Belzeg               | 1.289            | 8,17         | 35133       | 35021      |
| Fougères                      | Foujerr                  | Felger               | 14.166           | 7,84         | 35300       | 35115      |
| La Bazouge-du-Désert          | La Bazój-deü-Dezèrt      | Bazeleg-an-Dezerzh   | 1.080            | 24,60        | 35420       | 35018      |
| La Chapelle-Fleurigné         | La Chapèll-Floerinaè     | Chapel-Flurinieg     | 2.430            | 45,13        | 35133       | 35062      |
| Laignelet                     | Leingelaé                | Kernoanig            | 1.217            | 14,83        | 35133       | 35138      |
| Landéan                       | Lanyen                   | Landean              | 1.225            | 27,31        | 35133       | 35142      |
| La Selle-en-Luitré            | La Cèll-an-Lutrae        | Kell-Loezherieg      | 618              | 7,32         | 35133       | 35324      |
| Le Ferré                      | Le Feraé                 | Ferred               | 727              | 16,92        | 35420       | 35111      |
| Le Loroux                     | Le Lorór-deü-Dezèrt      | Lavreer-an-Dezerzh   | 618              | 11,56        | 35133       | 35157      |
| Louvigné-du-Désert            | Lóvinyaé-deü-Dezèrt      | Louvigneg-an-Dezerzh | 3.352            | 41,66        | 35420       | 35162      |
| Luitré-Dompierre              |                          |                      | 1.844            | 38,83        | 35133       | 35163      |
| Mellé                         | Mèlae                    | Melleg               | 648              | 15,50        | 35420       | 35174      |
| Monthault                     | Montaut                  | Brennaod             | 250              | 8,20         | 35420       | 35190      |
| Parigné                       | Parinyaè                 | Parinieg             | 1.301            | 20,72        | 35133       | 35215      |
| Poilley                       | Polhaé                   | Polieg               | 380              | 10,78        | 35420       | 35230      |
| Saint-Georges-de-Reintembault | Saent-Jord-de-Restanbaut | Sant-Jord-Restembaod | 1.524            | 31,02        | 35420       | 35271      |
| Villamée                      | Vilaemaé                 | Gwilavez             | 291              | 10,66        | 35420       | 35357      |
| Kanton Fougères-2             | Foujerr-2                | Felger-2             | 32.960           | 341,05       | -           | 3509       |

1. ↑  Nur der östliche Teil der Gemeinde, der Rest gehört zum Kanton Fougères-1.

## Veränderungen im Gemeindebestand seit der landesweiten Neuordnung der Kantone
2024: Fusion Fleurigné und La Chapelle-Janson → La Chapelle-Fleurigné
2019: Fusion Dompierre-du-Chemin (Kanton Fougères-1) und Luitré → Luitré-Dompierre

## Politik
Im 1. Wahlgang am 22. März 2015 erreichte keines der vier Wahlpaare die absolute Mehrheit. Bei der Stichwahl am 29. März 2015 gewann das Gespann Isabelle Biard (UMP/LR)/Louis Pautrel (UDI) gegen Éric Besson/Marie Cécile Papail (beide PS) mit einem Stimmenanteil von 66,53 % (Wahlbeteiligung:48,88 %).
| Vertreter im conseil général des Départements | Vertreter im conseil général des Départements | Vertreter im conseil général des Départements |
| Amtszeit                                      | Name                                          | Partei                                        |
| --------------------------------------------- | --------------------------------------------- | --------------------------------------------- |
| 2015–2021                                     | Isabelle Biard Louis Pautrel                  | LR UDI                                        |
| 2021–                                         | Isabelle Biard Louis Pautrel                  | LR UDI                                        |